# Rita Colwell
Pour les articles homonymes, voir Rita et Colwell.
Rita Colwell, née en 1934 à Beverly (Massachusetts) est une scientifique américaine, spécialiste de la microbiologie et de la bactériologie.
Professeure à l'université du Maryland, elle a occupé le poste de directrice de la National Science Foundation de 1998 à 2004. Elle est membre de nombreuses sociétés savantes :
- la National Academy of Sciences[3]
- l'American Academy of Arts and Sciences[4]
- la Société philosophique américaine
- la Société royale du Canada[5]
- l'Académie royale des sciences de Suède.

Elle est auteure ou coauteure de 17 ouvrages et de plusieurs centaines de publications scientifiques. Elle est surtout célèbre pour ses travaux sur le choléra, démontrant, dans les années 1960, que la bactérie pouvait survivre dans l'eau dans un stade dormant et reprendre ensuite une activité infectieuse sous certaines conditions. Elle a obtenu pour ces travaux le Prix de l'eau de Stockholm 2010, prix international décerné tous les ans par l'Institut international de l'eau de Stockholm. En 2018, elle devient la première femme à recevoir la médaille Helmholtz,.

## Controverse
L'évolution de l'épidémie de choléra en Haïti montre les limites des thèses de Rita Colwell sur la présence endémique de la maladie.

## Prix et distinction
- 2005 : cérémonie d'admission au National Women's Hall of Fame[10]
- 2010 : Prix de l'eau de Stockholm
- 2018 : Médaille Helmholtz
- 2020 : Médaille William-Bowie[11]